# 奥古斯丁纳斯·沃尔德马拉斯

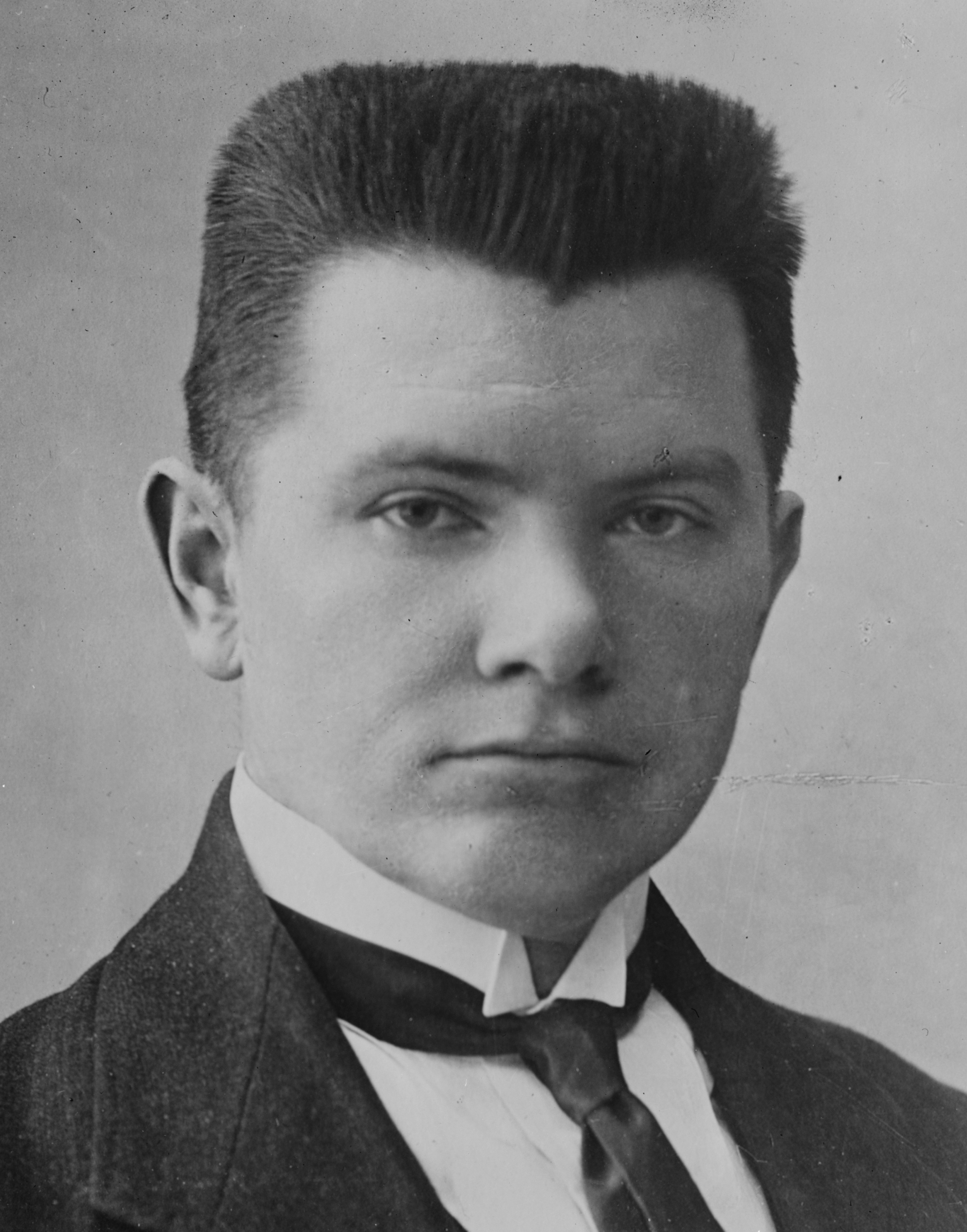
奧古斯丁納斯·沃爾德馬拉斯

奧古斯丁納斯·沃爾德馬拉斯（1883年4月16日—1942年5月16日），立陶宛政治家，曾任立陶宛总理（1918年、1926年-1929年）。1940年6月，在苏联侵占立陶宛之后，沃尔德马拉斯试图逃离流放地，但在边境地区被苏军抓获。1942年5月16日，沃尔德马拉斯死于莫斯科布蒂卡监狱。
沃尔德马拉斯是一名文字学教授，通晓16种语言。

## 立陶宛政府
沃爾德馬拉斯於1918年11月11日擔任總理並開始組閣，兼任外交部長和國防部長。他於11月23日簽署了建立立陶宛武裝部隊的命令:71-72。
沃爾德馬拉斯於1918年12月21日離開立陶宛。此行的既定目的是從德國獲得急需的貸款並參加凡爾賽和會，但此舉在立陶宛引起了憤怒。沃爾德馬拉斯被視為蘇聯前進時逃離。伏地馬拉仍繼續擔任外交部長與立陶宛在凡爾賽的代表。
立陶宛人在凡爾賽的代表著重於獲得對立陶宛邊界的認可，以及在與布爾什維克的鬥爭中獲得援助。而反布爾什維克的波蘭人則認為立陶宛的獨立會削弱反布爾什維克情勢。蘇軍在1920年初拒絕和談。
1920年6月，沃爾德馬拉斯內閣總辭職，為在立憲議會選舉基礎上組建的政府讓路。沃爾德馬拉斯未參加集會，而是返回學界。

## 政變與重返權力
在學界，沃爾德馬拉斯繼續發表政治文章並經常批評政府。1926年，伏地馬拉在立陶宛議會當選，他特別批評1926年立陶宛選舉後就任總統的卡齊斯·格里紐斯及其政府。
一群不滿格里紐斯政策的軍人策動了1926年立陶宛政變。他們呼籲立陶宛民族主義聯盟領導人沃爾德馬拉斯與安塔納斯·斯梅托納支持他們，他們同意了。
1929年5月6日，沃爾德馬拉斯與妻子及友人們在考納斯的一家劇院附近遭到槍擊。襲擊者至少開了七槍，沃爾德馬拉斯的副官卒，其他幾人被打傷。